# Малогнеушевский сельсовет
Малогне́ушевский сельсовет — муниципальное образование со статусом сельского поселения в Рыльском районе Курской области.
Административный центр — деревня Малогнеушево.

## История
Статус и границы сельсовета установлены Законом Курской области от 21 октября 2004 года № 48-ЗКО «О муниципальных образованиях Курской области».

## Население
| 2002  | 2010  | 2012  | 2013  | 2014  | 2015  | 2016  |
| ----- | ----- | ----- | ----- | ----- | ----- | ----- |
| 2044  | ↘1794 | ↘1763 | ↘1743 | ↘1698 | ↘1668 | ↘1659 |
| 2017  | 2018  | 2019  | 2020  | 2021  |       |       |
| ↘1629 | ↘1606 | ↘1576 | ↘1574 | ↗1599 |       |       |

## Состав сельского поселения
| № | Населённый пункт | Тип населённого пункта          | Население |
| - | ---------------- | ------------------------------- | --------- |
| 1 | Износково        | деревня                         | ↘340      |
| 2 | Имени Куйбышева  | посёлок                         | ↘894      |
| 3 | Кукарековка      | деревня                         | ↘16       |
| 4 | Малогнеушево     | деревня, административный центр | ↘544      |